# Колодный, Лев Ефимович
Лев Ефи́мович Коло́дный (23 августа 1932, Днепропетровск — 2 августа 2023, Бат-Ям, Тель-Авивский округ) — советский и российский писатель, журналист, член Союза московских архитекторов. Заслуженный работник культуры РСФСР (1986), член-корреспондент Российской академии художеств (2019), почётный выпускник факультета журналистики МГУ.

## Биография
В 1956 году окончил факультет журналистики МГУ (заочное отделение), в 1960 году — Музыкальное училище имени Гнесиных.
Во время учёбы, занимаясь на заочном отделении, работал такелажником и геодезистом на строительстве МГУ, формовщиком в литейном цехе машиностроительного завода в Одессе, сотрудником многотиражной газеты металлургического завода в Днепропетровске; печатался в многотиражке «Московский университет».
В 1960 году окончил вокальное отделение музыкального училища имени Гнесиных.
В «Московской правде», органе МГК КПСС, публиковался с 1956 года, зачислен в штат редакции литературным сотрудником, назначался заведующим отделом информации, специальным корреспондентом, обозревателем. Выступал как репортёр, ходивший в «родном городе как в чужом» по нетривиальным маршрутам. Прошёл по стенам и башням Кремля, Московскому меридиану, вокруг всей Москвы. Облетел город на вертолёте. Путешествовал по центральным улицам в пределах Садового кольца, переулкам Арбата, московским бульварам. Поднимался на колокольню Ивана Великого, на Спасскую, Шуховскую, Меншикову, Останкинскую башни, шпиль МГУ, на все высотные здания, кроме МИДа. Плавал на плоту по подземной реке Неглинке, побывал в коллекторах города, забоях и тоннелях метро, подземном Алмазном фонде, хранилище денежных знаков СССР. Хождения стали содержанием книг: «Москва глазами репортёра», «Московские сокровища», «Город как мир», «Путешествие по новой Москве» «Хождение в Москву», «Края Москвы», «Москва у нас одна», «Главный Кремль России». В годы «оттепели» сфотографировал в музее-квартире Ленина в Кремле его телефонную книжку. Прошёл по адресам абонентов, встречался с секретарём Ленина Фотиевой Л. А., стенографисткой, записавшей «завещание», телефонистками коммутатора Кремля, написал книгу «Ленин без грима». Жизнь Сталина в Кремле и на «Ближней даче» стала содержанием книги «Гений и злодейство».
В открытой печати Колодный первый писал о начале ракетостроения в Москве. Нашёл подвал на Садовом кольце, где Группа изучения реактивного движения (ГИРД) создала первые советские ракеты под руководством инженера Сергея Королёва, ставшего академиком, засекреченным главным конструктором ракет. Разыскал полигон в Московской области, где в 1933 году состоялся запуск первой советской ракеты конструкции инженера Михаила Тихонравова, ставшего конструктором первого спутника. Разыскал сотрудников Реактивного научно-исследовательского института (РНИИ), где создана «Катюша», встречался с бывшим начальником Газодинамической лаборатории (ГДЛ), засекреченным генеральным конструктором реактивных двигателей академиком Валентином Глушко и с засекреченным генеральным конструктором ракетодромов академиком Владимиром Барминым, бывшим главным конструктором московского завода «Компрессор», где по чертежам РНИИ начался серийный выпуск боевой машины «БМ-13», легендарной «Катюши». В изданных в 1966-68 году книгах «Земная трасса ракеты» и «Повесть о Катюше» имена главных конструкторов не разглашались.
В 1968 году написал о необъяснимом телекинезе Нинель Кулагиной. На квартире Льва Колодного учёные Физического института АН СССР встретились с ней и убедились в реальности явления, после чего состоялись эксперименты на физическом факультете МГУ. В газете «Комсомольская правда» опубликовал в 1980 году статью о Джуне Давиташвили, вызвавшую бурный протест физиков и философов. По указанию Л. И. Брежнева ассигновали миллион долларов и десять миллионов рублей АН СССР на исследования «биологических полей физических объектов» в Институте радиотехники и электроники (ИРЭ АН СССР), изучая три года феноменов СССР, Китая и Болгарии в лаборатории, где Джуна числилась старшим научным сотрудником, установили реальность феноменов «Д» и «К» — Джуны и Кулагиной. Их имена до отмены цензуры в СССР держались под запретом. Впервые книга «Феномен „Д“ и другие» была издана в 1991 году «Политиздатом» тиражом 200 000 экземпляров (переиздана под разными названиями в 1997, 2007, 2015 и 2017 году).
В Москве в 1984 году Лев Колодный нашёл десятки неопубликованных писем Михаила Шолохова и считавшиеся утраченными рукописи двух книг романа «Тихий Дон», давшие повод мифам о плагиате. Проведя графологический анализ в Институте судебной экспертизы СССР и проанализировав текст черновиков, научно доказал авторство Михаила Шолохова. Приоритет пытался оспорить директор Института мировой литературы Ф. Ф. Кузнецов, но Академия наук СССР признала открытие рукописей «Тихого Дона» «огромной заслугой» Льва Колодного. В 2020 году вышла шестым изданием с предисловиями президента РАН и первого заместителя председателя комитета по культуре Федерального собрания РФ М. А. Шолохова.
Идя по следам живших в XX веке в Москве классиков русской литературы, на основании запрещённых цензурой книг в спецхране, бесед с современниками и родственниками Колодный написал о трагедии писателей, попавших в зависимость от воли государства. Очерки составили книгу «Поэты и вожди», вышедшую тремя изданиями, последнее — в 2016 году.
В годы гласности выступал в «Московской правде» как публицист. В 1987 году вопреки массовым требованиям «восстановить Поклонную гору», срытую якобы ради памятника Победы и музея Великой Отечественной войны, Колодный доказал, что легендарную возвышенность нивелировали, прокладывая железную дорогу в XIX веке и Можайское шоссе. В статье «Здравствуйте, Черёмушки» был первым, кто предложил переименовать районы, носившие имена Ворошилова и Калинина, и улицы в память Войкова и других большевиков. На совещании в ЦК партии Михаил Горбачёв назвал статью ненужной сенсацией. Однако вскоре старинным улицам в Москве начали возвращать исторические названия.
В 2004—2008 годах вышла в свет серия путеводителей «Москва в улицах и лицах» из 14 книг. В них помянуто много замечательных людей, имена которых замалчивались в годы советской власти. Путеводители содержат эпизоды, свидетелем и участником которых был автор.
Лев Колодный издал биографии Ильи Глазунова — «Любовь и ненависть», Зураба Церетели — «Сердце на палитре». С художниками его связывает многолетняя дружба.
С 2000 года обозреватель «МК» при главном редакторе газеты «Московский комсомолец». Накануне 85-летия поднялся под купол колокольни Ивана Великого и написал статью «Вид на Москву», высказав свой взгляд на историю города, свидетелем которой стал.
Весной 2022 года эмигрировал в Израиль. Умер 2 августа 2023 года.

## Основные работы
Книги
- 109 километров вокруг Москвы, 1963
- Земная трасса ракеты. 1965, 1972
- Москва глазами репортера, 1966
- Повесть о «Катюше», 1968
- Московские сокровища, 1970
- Город как мир, 1977
- У всех на виду, 1977
- Земля Москва, 1978
- Путешествие по новой Москве, 1979
- Круговая панорама Москвы, 1980
- Путешествие в свой город, 1981
- Главный Кремль России, 1983
- Края Москвы, 1985
- Самая главная площадь, 1985
- Хождение в Москву, 1990
- Москва у нас одна, 1991
- Феномен «Д» и другие, 1991
- Хождение в свой город, 1992, 1997, 2004
- Кто написал «Тихий Дон». М., 1995, 2015
- Как я нашёл «Тихий Дон» 2005, 2010, 2015
- Феномен Джуна, 1997
- Любовь и ненависть Ильи Глазунова. Документальная хроника. М.: Голос, 1998. ISBN 5-7117-0319-6
- Москва в улицах и лицах. 1999
- Поэты и вожди, 1997, 2008, 2015
- Гоголевский бульвар, 2004, 2009
- Центр, 2004
- Ленин без грима. Сталин. Гений и злодейство, 2004
- Арбат. Утраты 2005
- Дома и люди, 2005
- Две тетради Евгении Левицкой. Письма автора Тихого Дона, 2005
- Феномены, 2007
- Китай-город и Замоскворечье
- Таганка. Заяузье, 2007
- Кремль и Красная площадь, 2008
- Сердце на палитре. Художник Зураб Церетели, 2014
- Тверской бульвар, 2014
- Страстной бульвар, 2014
- Петровский бульвар, 2015
- Никитский бульвар, 2015
- Джуна. 2015
- Эпоха Джуны. 2017
- Рукописи не горят. 2020

Статьи
- «На Чистых прудах и на Пресне» (в книге «Журналисты XX века: люди и судьбы». М.: ОЛМА—ПРЕСС, 2003. — 824 с. Сс 642—648).
- «Ниспровергатель лжи». Александр Кондрашов. ЛГ N34. 24-30 августа 2022 г.

## Награды и звания
- Заслуженный работник культуры РСФСР (14 января 1986 года) — за заслуги в области советской печати и многолетнюю плодотворную работу[3].
- Знак отличия «За безупречную службу городу Москве» L лет.
- Почётная грамота Правительства Москвы (9 августа 2002 года) — за большой личный вклад в развитие журналистики и в связи с 70-летием со дня рождения[4].
- Почётная грамота Московской городской Думы (28 ноября 2007 года) — за заслуги перед городским сообществом[5].
- Орден «За служение искусству».
- Медаль «Достойному» РАХ.
- Медаль В. Гиляровского.
- Медаль М. А. Шолохова
- Лауреат премий Союза журналистов СССР и города Москвы.